# Jean III Sigismond de Brandebourg
Jean III Sigismond de Brandebourg (en allemand Johann III Sigmund von Brandenburg), né le 8 novembre 1572 à Halle et mort le 23 décembre 1619 à Berlin, est électeur de Brandebourg de 1608 à 1619, puis duc de Prusse de 1618 à 1619, scellant par là une union durable (appelée Brandebourg-Prusse) entre les deux fiefs, qui débouche moins d'un siècle plus tard sur la formation du royaume de Prusse.

## Biographie
En 1608, après le décès de son père, Jean III Sigismond devient électeur de Brandebourg. En 1611, par gratitude envers son professeur Karl Friedrich von Bordelius, Jean III Sigismond lui donne Castrop-Rauxel. Il devient duc de Prusse en 1618. Jean III Sigismond de Brandebourg est très influencé par son grand-père.
Il dispute la guerre de Succession de Juliers de 1609 à 1614, et obtient par le traité de Xanten signé le 12 novembre 1614 le duché de Clèves, le comté de la Marck et le comté de Ravensberg. Ces territoires sont les premiers États rhénans en possession de la maison de Hohenzollern, embryon de la future Rhénanie prussienne.
En 1616, il est victime d'un accident vasculaire cérébral et doit, en 1619, déléguer ses pouvoirs à son fils Georges-Guillaume Ier de Brandebourg.

### Politique religieuse
Jean III Sigismond accorda l'égalité de droits aux catholiques et aux protestants dans le duché de Prusse sous la pression du roi de Pologne.
Il se convertit lui-même du luthéranisme au calvinisme. Il avait probablement été gagné au calvinisme lors d'une visite à Heidelberg en 1606, mais ce n'est qu'en 1613 qu'il prit publiquement la communion selon le rite calviniste. La grande majorité de ses sujets au Brandebourg, y compris sa femme Anne de Prusse, étant luthériens, l'électeur et ses fonctionnaires calvinistes élaborèrent des plans pour la conversion massive de la population à la nouvelle foi dès février 1614, en application de la règle cuius regio, ejus religio en vigueur dans le Saint-Empire romain germanique. Mais ce projet souleva de fortes protestations, jusque dans le ménage du prince, sa femme soutenant les luthériens. La résistance était si forte qu'en 1615, Jean III Sigismond recula et renonça à toute tentative de conversion forcée. Au lieu de cela, il permettait à ses sujets d'être luthériens ou calvinistes selon leur conscience. À partir de cette date, l’État brandebourgeois et prussien resta bi-religieux jusqu'aux réformes du roi Frédéric-Guillaume III visant cette fois à forcer une union luthéro-réformée au sein de l'Église protestante de l'Union prussienne.

## Famille

### Généalogie
Fils de Joachim III Frédéric de Brandebourg et de Catherine de Brandebourg-Küstrin,
Jean III Sigismond de Brandebourg appartient à la première branche de la maison de Hohenzollern. Cette lignée donna des électeurs, des rois, des empereurs à la Prusse et l'Allemagne. Il est l'ascendant de l'actuel chef de la maison impériale d'Allemagne, le prince Georges-Frédéric de Prusse.

### Mariage et descendance
En 1594, Jean III Sigismond de Brandebourg épouse Anne de Prusse (1576 – 1625), fille d'Albert Frédéric de Prusse et de Marie-Éléonore de Clèves, héritière du duché de Clèves.
Huit enfants sont nés de cette union :
- Georges-Guillaume Ier de Brandebourg, électeur de Brandebourg ;
- Anne-Sophie (1598 – 1659), en 1614, elle épouse Frédéric-Ulrich de Brunswick-Wolfenbüttel, duc de Brunswick-Lunebourg († 1634) ;
- Marie-Éléonore de Brandebourg (1599 – 1655), en 1620, elle épouse Gustave II Adolphe (1594 – 1632), roi de Suède ;
- Catherine de Brandebourg (1602 – 1649), en 1626, elle épouse Gabriel Bethlen, prince de Transylvanie (mort en 1630). Veuve, elle épouse en 1639 François-Charles de Saxe-Lauenbourg (mort en 1660) ;
- Joachim de Brandebourg (1603 – 1625) ;
- Agnès de Brandebourg (1606 – 1607) ;
- Jean de Brandebourg (1607 – 1608) ;
- Albert de Brandebourg (1609 – 1609).